# 막시미누스 트락스
가이우스 율리우스 베루스 막시미누스 트락스(라틴어: Gaius Iulius Verus Maximinus Thrax 가이우스 율리우스 베루스 막시미누스 트락스[*], 184년 ~ 238년)는 로마 제국의 25번째 황제(재위 235년~238년)이다. 트라키아의 농민 출신으로 라인 지방에 출정하여 공을 세웠으며, 세베루스 알렉산데르가 암살되자 부하들의 지지로 마인츠에서 최초의 군인 황제로 추대되었다.
도나우강과 라인강 유역의 여러 부족을 정벌하였으나 원로원을 무시 내지는 외면하는 정책을 진행하다가 폐위 선언을 당하게 되었다.
이에 그는 이탈리아로 진군하다가 자식들과 함께 부하들에게 피살되었다.

## 생애
막시미누스는 최초의 사병 출신 황제가 되었다. 트라키아 출신으로 양치기 노릇을 하다가 입대했다고 하는데 기운이 장사여서 당시 황제였던 셉티미우스 세베루스의 눈에 띄었다.

### 황제 즉위와 살해
카라칼라, 엘라가발루스 재위기에 백인대장으로 있다가 세베루스 알렉산데르 때는 라인강 주둔 군단의 신병 훈련 책임자로서 대대장이 되었으며, 235년 세베루스 알렉산데르가 암살되자 라인강 주둔 군단에 의해 황제로 선포되었다.
그는 재위 기간 내내 도나우강·라인강 근처의 여러 게르만 부족들과 싸웠다. 이 지방에서 가도 건설 사업을 많이 벌여 이곳의 수많은 이정표에는 아직도 그의 이름이 남아 있다.
238년 제국의 세금 정책에 불만을 품은 아프리카 속주의 지주들이 반 막시미누스 봉기를 일으켜 세리를 죽이고 나이 많은 고르디아누스 1세와 그의 아들 고르디아누스 2세를 황제로 선포하였다.
로마 원로원은 그를 폐위하고 공적(公敵)으로 선포하였다. 한편 황제를 자칭했던 고르디아누스 부자는 토벌군의 기습으로 고르디아누스 2세는 전사 하고 고르디아누스 1세는 그 충격으로 자결한 상태였다. 트락스는 이러한 원로원을 응징 하기 위해 부대를 이끌고 알프스산맥을 넘어와 동북 이탈리아에 있는 아퀼레이아를 포위했다.
그러나 도시의 완강한 저항에 부딪혀 몇 달 동안 교착상태에 빠져 있는 사이, 불만을 품은 부하들에게 살해되었다. 푸피에누스와 발비누스 두 공동 황제를 거쳐, 고르디아누스의 외손자 고르디아누스 3세가 다음 후계자가 되었다.

## 같이 보기
- 로마 황제 목록
- 고르디아누스 1세
- 고르디아누스 2세
- 푸피에누스
- 발비누스
- 여섯 황제의 해